# Нитра (комитат)
Нитра (венг. Nyitra), Нитранский комитат — исторический комитат Венгерского королевства.

## История
Ядром территории послужила территория исторического Нитранского княжества, которое позднее было захвачено, и вошло в состав Великой Моравии, а в X веке здесь возник самый старый комитат Венгрии на территории Словакии.

## География
Долина рек Нитра и Ваг. Регион делится на подрегионы Горна Нитра (районы Прьевидза, Партизанске, Нитра, Топольчаны), Подунайско (район Шаля, часть района Партизанске), Загорье, Поважье (район Миява, район Новое Место-над-Вагом, район Пьештяни) и Трнавско (район Трнава, район Глоговец)

## Центр
Город Нитра.